# Династія Туґлак
Династія Туґлак (урду تغلق) — мусульманська династія тюркського походження, що правила Делійським султанатом з 1321 по 1398 роки.
Династія отримала владу, коли Ґазі Туґлак (після коронації Ґіятх ал-Дін Туґлак) захопив владу під час суперечки за престол серед членів династії Хілджі та їхніх посадовців
. Межі султанату були розширені під час правління спадкоємця Ґазі, Мухаммада бін Туґлака, але пізніше династія стала відома поганим керуванням країною, зокрема переносом столиці з Делі до Даулатабада і введенням мідних грошей, без забезпечення їхнього захисту від підробки. В результаті в Індії династія стала символом упертості та поганих ідей. Після смерті Мухаммада династія почала поступово втрачати володіння, а після періоду анархії на початку XV століття її змінила династія Сайїд.

## Султани
- Ґіятх ал-Дін Туґлак (1321—1325)
- Мухаммад бін Туґлак (1325-1351)
- Фіроз Шах Туґхлак (1351-1388)
- Ґіятх ал-Дін II Туґлак (1388-1389)
- Абу-Бакр-шах (1389-1390)
- Мухамад-шах (1390—1394)
- Алауддін Сікандар-шах (1394)
- Нусрат-шах Туґлак (1394—1398)
- Махмуд-шах Туґлак (1394—1413)